# Braslou
Braslou és un municipi francès, situat al departament de l'Indre i Loira i a la regió de Centre – Vall del Loira. L'any 2007 tenia 343 habitants.

## Demografia

### Població
El 2007 la població de fet de Braslou era de 343 persones. Hi havia 146 famílies, de les quals 36 eren unipersonals (8 homes vivint sols i 28 dones vivint soles), 61 parelles sense fills, 41 parelles amb fills i 8 famílies monoparentals amb fills.
La població ha evolucionat segons el següent gràfic:
Habitants censats

### Habitatges
El 2007 hi havia 192 habitatges, 148 eren l'habitatge principal de la família, 28 eren segones residències i 16 estaven desocupats. 191 eren cases i 1 era un apartament. Dels 148 habitatges principals, 122 estaven ocupats pels seus propietaris, 24 estaven llogats i ocupats pels llogaters i 2 estaven cedits a títol gratuït; 8 tenien dues cambres, 40 en tenien tres, 41 en tenien quatre i 60 en tenien cinc o més. 111 habitatges disposaven pel capbaix d'una plaça de pàrquing. A 70 habitatges hi havia un automòbil i a 65 n'hi havia dos o més.

### Piràmide de població
La piràmide de població per edats i sexe el 2009 era:
| Homes | Edats   | Dones |
| ----- | ------- | ----- |
| 0     | 95 o +  | 0     |
| 0     | 90 a 94 | 0     |
| 12    | 85 a 89 | 0     |
| 8     | 80 a 84 | 12    |
| 8     | 75 a 79 | 20    |
| 16    | 70 a 74 | 8     |
| 8     | 65 a 69 | 8     |
| 12    | 60 a 64 | 16    |
| 8     | 55 a 59 | 4     |
| 24    | 50 a 54 | 12    |
| 4     | 45 a 49 | 12    |
| 12    | 40 a 44 | 16    |
| 8     | 35 a 39 | 12    |
| 8     | 30 a 34 | 4     |
| 20    | 25 a 29 | 4     |
| 8     | 20 a 24 | 8     |
| 20    | 15 a 19 | 8     |
| 16    | 10 a 14 | 8     |
| 16    | 5 a 9   | 0     |
| 8     | 0 a 4   | 4     |

## Economia
El 2007 la població en edat de treballar era de 194 persones, 132 eren actives i 62 eren inactives. De les 132 persones actives 112 estaven ocupades (67 homes i 45 dones) i 20 estaven aturades (5 homes i 15 dones). De les 62 persones inactives 23 estaven jubilades, 17 estaven estudiant i 22 estaven classificades com a «altres inactius».

### Ingressos
El 2009 a Braslou hi havia 149 unitats fiscals que integraven 333 persones, la mediana anual d'ingressos fiscals per persona era de 13.979 €.

### Activitats econòmiques
Dels 10 establiments que hi havia el 2007, 1 era d'una empresa alimentària, 1 d'una empresa de fabricació d'altres productes industrials, 5 d'empreses de construcció, 1 d'una empresa de comerç i reparació d'automòbils, 1 d'una empresa d'hostatgeria i restauració i 1 d'una empresa financera.
Dels 5 establiments de servei als particulars que hi havia el 2009, 1 era un paleta, 2 fusteries, 1 electricista i 1 restaurant.
L'any 2000 a Braslou hi havia 29 explotacions agrícoles que ocupaven un total de 728 hectàrees.

## Equipaments sanitaris i escolars
El 2009 hi havia una escola elemental integrada dins d'un grup escolar amb les comunes properes formant una escola dispersa.

## Poblacions més properes
El següent diagrama mostra les poblacions més properes.